# Манастир Влајковац
Манастир Влајковац је манастир Српске православне цркве у Епархији банатској који се налази близу Вршца, у истоименом селу.

## Историја
Храм је подигнут 1872. године и по благослову Епископа вршачког осветио га је окружни протопрезвитер Филип Трандафиловић. Храм је посвећен Светом Великомученику Димитрију.
Године 1965. храм је обновљен од стране мештана Влајковца. Иконостас у храму је зидан, а иконе су урађене на платну и рад су непознатог иконописца 19. века. По благослову Његовог Преосвештенства Епископа банатског Г.Г. Никанора од 2008. године парохијски храм постаје манастирски храм посвећен Светом Великомученику Димитрију. Српска парохија у овом месту основана је 1872. године што нам сведоче матичне књиге на румунском језику у румунском парохији.